# Réseau des Appalaches
 (septembre 2007).
Si vous disposez d'ouvrages ou d'articles de référence ou si vous connaissez des sites web de qualité traitant du thème abordé ici, merci de compléter l'article en donnant les références utiles à sa vérifiabilité et en les liant à la section « Notes et références ».
Fondé par François Labbé, le Réseau des Appalaches est un réseau radiophonique canadien de trois stations, soit:
- O97,3 (CFJO-FM) Victoriaville, Thetford Mines, Lac Mégantic
- Passion Rock 105,5 (CKLD-FM) à Thetford Mines et (CJLP-FM) 107,1 à Disraeli
- Passion Rock 101,9 (CFDA-FM) à Victoriaville

Autrefois, il était composé de plusieurs stations diffusant sur la bande AM à partir de petites villes des régions de Chaudière-Appalaches, Centre-du-Québec et de l'Estrie. Outre les antennes de Thetford Mines et Victoriaville, on retrouvait également ces stations:
- CKTL à Plessisville,
- CKFL à Lac-Mégantic,
- CJLP à Disraeli
- CJAN à Asbestos.

Ces dernières ont été vendues au cours des années. CKTL est passé sur la bande FM et est devenu CKYQ 95.7. CJAN existe toujours et peut être retrouvé au 99.3 FM.